# Jadranka Đokić
Jadranka Đokić (14. januar 1981) hrvatska je glumica. Njena prva uloga bila je u kratkom hrvatskom filmu Šverceri hlapić iz 1999. godine. Za nastup u filmu Iza stakla osvojila je Zlatnu Arenu 2008. Rodom je iz Pule, a glumila je u mnogo filmova.

## Spoljašnje veze
- Jadranka Đokić на веб-сајту  (језик: енглески)